# Khanaka
Le Khanaka est une rivière du Tadjikistan. C'est un affluent du Kofarnikhon (ou Kafirnigan) en rive droite, donc un sous-affluent de l'Amou Daria. 

## Géographie
Comme le Varzob son voisin, le Khanaka naît sur les pentes méridionales des monts Gissar dans la province tadjike de Nohiyahoi tobei Jumhurii, à quelque 35 kilomètres au nord-nord-ouest de la ville de Douchanbé. D'emblée son cours s'oriente vers le sud, direction qu'il ne quitte plus jusqu'à la fin de son parcours. Il aborde bientôt la fertile vallée de Gissar, principal grenier du sud du Tadjikistan qui héberge plus à l'est la capitale du pays, Douchanbé. Il baigne la ville de Hisor. Peu après il se jette en rive droite dans le Kofarnikhon.

## Hydrométrie - Les débits à Alibegi
Le débit du Khanaka a été observé pendant 48 ans (entre 1936 et 1985) à Alibegi, petite localité située à l'entrée de la rivière dans la vallée de Gissar, à une altitude de 1 004 mètres. 
À Alibegi, le débit inter annuel moyen ou module observé sur cette période était de 10,7 m3/s pour un bassin versant de 362 km2. La lame d'eau écoulée dans cette partie du bassin versant de la rivière, de loin la plus importante du point de vue de l'écoulement, atteint ainsi le chiffre de 931 millimètres par an, ce qui est très élevé. Le 
débit spécifique se monte de ce fait à 29,5 litres par seconde et par kilomètre carré de bassin.